# Riencourt
Riencourt là một xã ở tỉnh Somme, vùng Hauts-de-France, Pháp.

## Địa lý
Thị trấn này tọa lạc 15 dặm Anh về phía tây bắc của Amiens, trên giao lộ giữa đường D121 và đường D69.

## Dân số
| 1962                                                         | 1968 | 1975 | 1982 | 1990 | 1999 |
| ------------------------------------------------------------ | ---- | ---- | ---- | ---- | ---- |
| 292                                                          | 224  | 213  | 203  | 216  | 196  |
| Số liệu điều tra dân số từ năm 1962, dân số không tính trùng |      |      |      |      |      |